# NCSM Grandmère (J258)
Le NCSM Grandmère (pennant number J258) (ou en anglais HMCS Grandmère) est un dragueur de mines de la Classe Bangor lancé pour la Royal Canadian Navy (RCN) et qui a servi pendant la Seconde Guerre mondiale.

## Conception
Le Grandmère est commandé dans le cadre du programme de la classe Bangor de 1940-41 pour le chantier naval de Canadian Vickers de Montréal au Québec au Canada. La pose de la quille est effectuée le 15 janvier 1941, le Grandmère est lancé le 14 mai 1941 et mis en service le 23 novembre 1941.
La classe Bangor doit initialement être un modèle réduit de dragueur de mines de la classe Halcyon au service de la Royal Navy,. La propulsion de ces navires est assurée par 3 types de motorisation: moteur diesel, moteur à vapeur à pistons et turbine à vapeur. Cependant, en raison de la difficulté à se procurer des moteurs diesel, la version diesel a été réalisée en petit nombre.
Les dragueurs de mines de classe Bangor version canadienne déplacent 683 tonnes en charge normale . Afin de pouvoir loger les chaufferies, ce navire a des dimensions plus grandes que les premières versions à moteur diesel avec une longueur totale de 54,9 mètres, une largeur de 8,7 mètres et un tirant d'eau de 2,51 mètres. Ce navire est propulsé par 2 moteurs alternatifs verticaux à triple détente alimentés par 2 chaudières à tubes d'eau à 3 tambours Admiralty et entraînant deux arbres d'hélices. Le moteur développe une puissance de 2 400 chevaux-vapeur (1 790 kW) et atteint une vitesse maximale de 16 nœuds (30 km/h).Le dragueur de mines pouvait transporter un maximum de 152 tonnes de fioul.
Leur manque de taille donne aux navires de cette classe de faibles capacités de manœuvre en mer, qui seraient même pires que celles des corvettes de la classe Flower. Les versions à moteur diesel sont considérées comme ayant de moins bonnes caractéristiques de maniabilité que les variantes à moteur alternatif à faible vitesse. Leur faible tirant d'eau les rend instables et leurs coques courtes ont tendance à enfourner la proue lorsqu'ils sont utilisés en mer de face.
Les navires de la classe Bangor sont également considérés comme exiguës pour les membres d'équipage, entassant 6 officiers et 77 matelots dans un navire initialement prévu pour un total de 40.

## Histoire

### Seconde Guerre mondiale
Le dragueur de mines Grandmère  est mis en service dans la Marine royale du Canada le 11 décembre 1941.
Alors qu'il se rend à Halifax, en Nouvelle-Écosse, le Grandmère tombe en panne dans le golfe du Saint-Laurent le 21 décembre et est remorqué à Sydney, en Nouvelle-Écosse, par la corvette HMCS Kamsack (K171). Alors qu'il est en réparation à Sydney à la suite de la panne, le navire subit des dommages à la chaudière n°2. Pour réparer ces dommages, il doit être remorqué jusqu'à Pictou, en Nouvelle-Écosse. Les réparations ne sont achevées qu'en mai 1942.
Le Grandmère arrive à Halifax le 5 mai 1942. Le dragueur de mines est affecté à la Western Local Escort Force (WLEF) (Force d'escorte locale de l'Ouest) comme escorte de convoi, puis à la Sydney Force (force de Sydney), l'unité locale de patrouille et d'escorte opérant à partir de Sydney, en Nouvelle-Écosse.
Le 14 octobre 1942, alors qu'il est avec la Sydney Force, le Grandmère escorte le ferry SS Caribou de la Newfoundland Railway lors de son passage hebdomadaire dans le détroit de Cabot, de North Sydney à Port-aux-Basques de Terre-Neuve. Les deux navires sont repérés par le sous-marin allemand (U-Boot) U-69 avec le dragueur de mines à 2 300 mètres au large de l'arrière tribord du ferry. Le sous-marin tire une torpille sur le ferry, ce qui fait exploser les chaudières à bord du SS Caribou. Le navire coule en quelques minutes,.
Le dragueur de mines se rapproche du navire qui coule et repère le sous-marin à 320 mètres. Le Grandmère tente d'éperonner le U-69, mais le sous-marin plonge sous le site du naufrage, s'attendant à ce que le dragueur de mines ne lâche pas de grenades sous-marines parmi les survivants. Le dragueur de mines continue à chasser le sous-marin allemand pendant deux heures avant de retourner sur le site du naufrage et de récupérer les survivants. 101 passagers et membres de l'équipage du ferry sont retrouvés,.
Le Grandmère est transféré ensuite à la Halifax Force (force d'Halifax) en tant qu'escorte de convoi et à la Halifax Local Defence Force (force de défense locale d'Halifax) en tant que patrouilleur. En juillet 1943, le Grandmère subit un carénage à Louisbourg (Nouvelle-Écosse), qui dure sept semaines.
En septembre 1944, un deuxième carénage est effectué à Sydney et complété à Halifax. Le navire est désarmé le 23 octobre 1945 à Sydney et mis en réserve à Shelburne, en Nouvelle-Écosse.

### Après-guerre
Le Grandmère est vendu à des intérêts privés en 1947 et converti en yacht,. Renommé Elda, il est exploité par Saguenay Terminals Ltd., et est immatriculé à Montréal,. En 1951, le Elda est vendu à Three Bays Corp Ltd. et converti en cargo de 664 tonnes de jauge brute et renommé Jacks Bay. Le navire est immatriculé à Nassau, aux Bahamas. La propriété estr transférée à Victorene Nav Co Ltd. en 1959 et à nouveau en 1960 à Caribbean-Hamburg Ltd. En 1961, le cargo est vendu à Proton Corp. et renommé Proton. Le registre est changé de Nassau à Panama. En 1968, le Jacks Bay est vendu à Pinto Island Metal Co. et démantelé à Mobile en Alabama aux États-Unis.

### Honneurs de bataille
- Gulf of St. Lawrence 1942
- Atlantic 1943, 1945

### Participation auxconvois
Le Grandmère a navigué avec les convois suivants au cours de sa carrière:
1. Convoi BX 154
2. Convoi BX 156
3. Convoi HX 225
4. Convoi HX 228
5. Convoi HX 230
6. Convoi ON 159
7. Convoi ON 165
8. Convoi ON 170
9. Convoi ON 178
10. Convoi ONS 1
11. Convoi SC 96
12. Convoi SC 101
13. Convoi SC 107
14. Convoi SC 119
15. Convoi XB 153A

### Commandement
- T/Lieutenant (T/Lt.) James Cuthbert (RCNR) du 26 novembre 1941 au 20 avril 1944
- T/Lieutenant (T/Lt.) Nelson Walter Winters (RCNVR) du 21 avril 1944 au 23 octobre 1945

Notes:
RCNR: Royal Canadian Naval Reserve
RCNVR: Royal Canadian Naval Volunteer Reserve 